# Pauline Delpech
Pauline Delpech (20 de agosto de 1981) es una actriz y escritora francesa. Su nombre real es Pauline Bidegaray. Tomó su nombre artístico de su padrastro, el cantante Michel Delpech.

## Biografía

### Compromisos sociales
En 2012, Pauline Delpech posó en topless como madrina de la campaña de detección del cáncer de mama organizada con motivo del octubre rosa, por la asociación "Le cancer du sein, parlons-en!". Repitió esta acción en 2014.
En 2012, participó en el álbum benéfico Je reprends ma route para la asociación "les Voix de l'enfant ".

## Filmografía

### Cine
- Tears of Mr. lanches Ux (2004)
- Disco (2007)
- Official Selection  (2008)
- Courier (2009)
- La croisière (2011)

### Televisión
- R.I.S, police scientifique
- The Bobonbos
- Le Grand Restaurant

## Libros
- Under the Black Snow, ed. Michel Lafon, 2007, ISBN 978-2-253-12294-4.
- And I'll burn your heart of stone, ed. Michel Lafon, 2008, ISBN 978-2-7499-0797-0
- The blood of doves, ed. Michel Lafon, 2009
- In Northern Mists, ed. Michel Lafon, 2009 ISBN 978-2-7499-1012-3